# Rio (Illinois)
Rio es una villa ubicada en el condado de Knox en el estado estadounidense de Illinois. En el Censo de 2010 tenía una población de 220 habitantes y una densidad poblacional de 314,6 personas por km².

## Geografía
Rio se encuentra ubicada en las coordenadas 41°6′34″N 90°23′57″O / 41.10944, -90.39917. Según la Oficina del Censo de los Estados Unidos, Rio tiene una superficie total de 0.7 km², de la cual 0.7 km² corresponden a tierra firme y (0%) 0 km² es agua.

## Demografía
Según el censo de 2010, había 220 personas residiendo en Rio. La densidad de población era de 314,6 hab./km². De los 220 habitantes, Rio estaba compuesto por el 98.18% blancos, el 0% eran afroamericanos, el 0% eran amerindios, el 0% eran asiáticos, el 0% eran isleños del Pacífico, el 0.91% eran de otras razas y el 0.91% pertenecían a dos o más razas. Del total de la población el 1.82% eran hispanos o latinos de cualquier raza.